# WPB安德斯
WPB安德斯（波蘭語：—安德斯多用途战斗平台）是一个中型履带式战车系列。此车由波兰军备集团旗下的OBRUM（波蘭語：—机械设备研发中心）设计。以瓦迪斯瓦夫·安德斯的名字命名，他是二战期间波兰陆军将军，后来成为波兰流亡政府成员。

## 历史

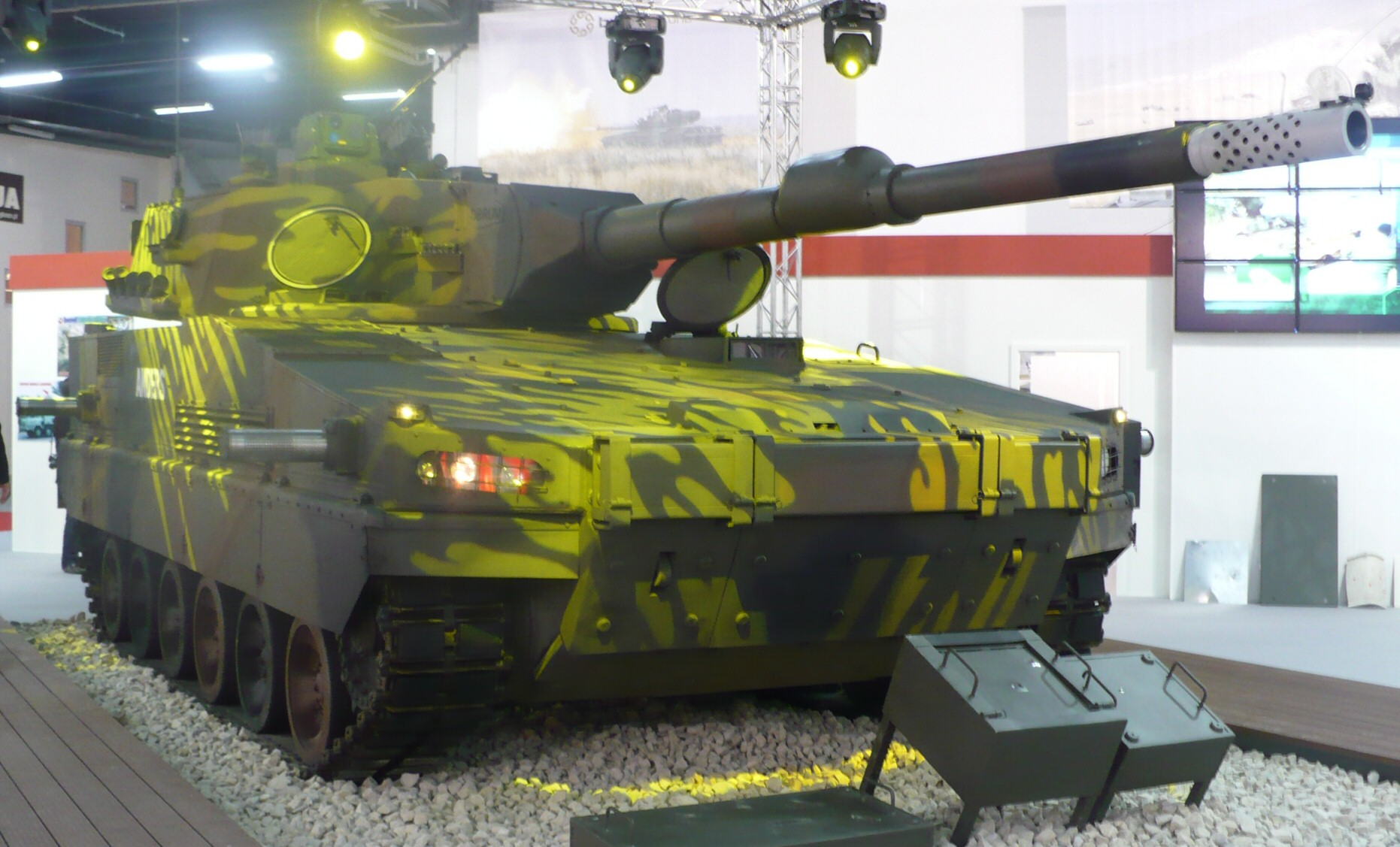
2010年MSPO展会上的安德斯轻型坦克演示车

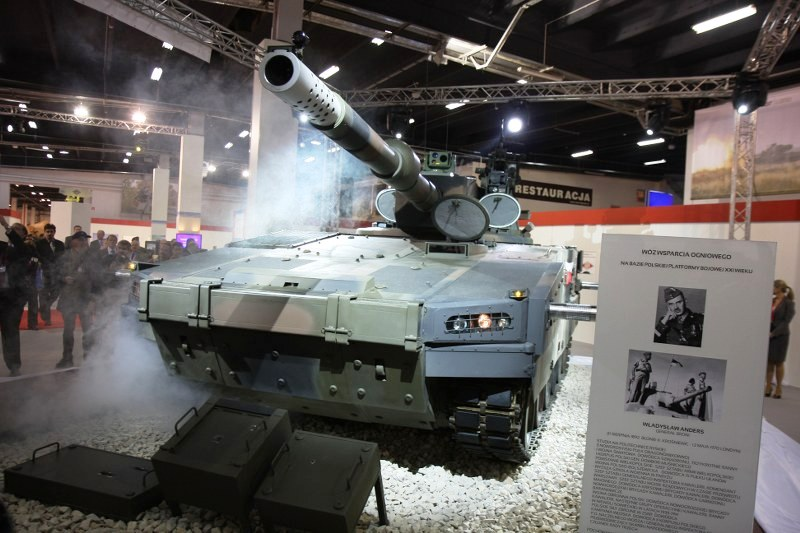
2010年MSPO展会上的安德斯轻型坦克演示车

此车旨在取代波兰陆军过时的BWP-1系列战车，第一辆原型车于2010年在MSPO凯尔采国防工业展览会上公开展示。在首次展示中，此车展示了其火力支援配置（波蘭語：wóz wsparcia ogniowego），配备一门120毫米坦克炮。媒体将这款车称为“轻型坦克”。后来，此车展示了配备KTO狼獾重拳-30P炮塔的步兵战车（波蘭語：bojowy wóz piechoty）。更先进的IFV原型预计将在2011年MSPO凯尔采展览会上展出。指挥与控制、医疗后送、战斗工程和自行高射炮等更多型号也在计划中。

## 技术详情
在其基本配置下，车辆的STANAG 4569防护等级为3级；通过附加装甲系统可以将其提升至5级。

## 衍生型号

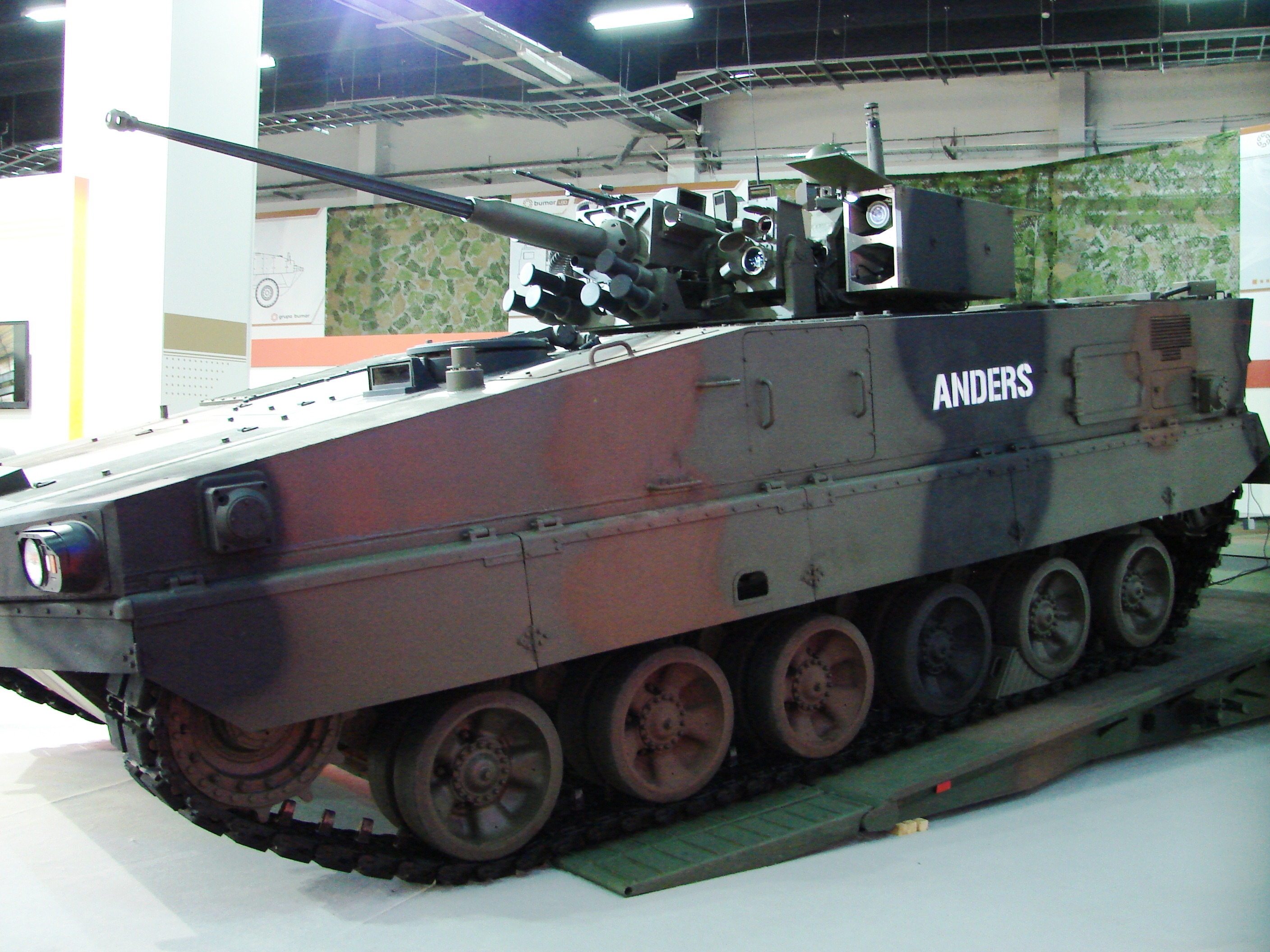
2011年MSPO上的安德斯步兵战车原型车

由OBRUM为波兰武装部队开发，作为UMTP（Universal Modular Tracked Platform，通用模块化履带式平台）系列的一部分。OBRUM已经在安德斯底盘的基础上开发了步兵战车，并进一步开发了工程车、指挥控制车、弹药车和医疗车等版本。

## 引用
1. ↑  Turnbull, Grant. . Shephard Media. 2016-09-12  [2016-09-12]. （原始内容存档于2017-08-19）.

## 延伸阅读
- Altair - Polski czołg lekki （波蘭語）
- Altair - Propozycja Bumaru: Wielozadaniowa Platforma Bojowa Anders （波蘭語）
- Altair - WPB Anders （波蘭語）
- Altair - Anders strzela （波蘭語）
- Bwp Anders – następca BWP-1 （波蘭語）
- W Bumarze-Łabędy nowa odsłona ANDERSA （波蘭語）